# Kerényi Zoltán
Kerényi Zoltán, született Kruschina Zoltán (Budapest, Erzsébetváros, 1909. június 21. – Budapest, 1971. május 11.) magyar vágó, segédrendező.

## Élete
Kruschina János (1872–1944) operaházi zenész, koncertmester és Steinbeck Aranka fia. A Zeneakadémián végzett trombita és ütős szakon, majd csatlakozott az Operaház zenekarához. 1935-től néhány évig a Magyar Egyetemi és Főiskolai Hallgatók Országos Szövetsége (M.E.F.H.O.Sz.) zenei alosztályának vezetője volt. Egy ideig nappal a filmgyárban ügyelőként dolgozott, este az Opera zenekarában játszott. Később teljesen a film felé fordult. A háború előtt saját jazz-zenekarát is vezette. 1947-ben társtulajdonosa volt a Független Kisgazdapárt érdekeltségébe tartozó Független Film Kft-nek. 1948-ban meghívta a római Lux filmvállalat, hogy bekapcsolódjon az olasz filmgyártásba.
Sírja a Farkasréti temetőben található.

## Családja
Apai nagyszülei Kruschina Vencel zenész és Bencsik Mária, anyai nagyszülei Steinbeck Salamon (1851–1928) könyvkötő és Schuler Julianna voltak. 
Első felesége Kornitzer Edith vágó-gyakornok volt, akitől utóbb elvált. 1954-ben házasságot kötött Sulczer Gabriella (1924–1990) rádiós zenei rendezővel, akivel a Filmgyárban ismerkedett meg. Fiai Gábor (1955–) és Mihály (1957–). Felesége Kerényi Zoltánné néven férje hatására vágó lett.

## Díjai
- Balázs Béla-díj (1964)[12]
- Munka Érdemrend bronz fokozata (1966)[13]

## Filmjei

### Vágó
- Két lány az utcán (1939)
- A nőnek mindig sikerül (1939)
- Férjet keresek (1939-40)
- Semmelweis (1940)
- Jöjjön elsején! (1940)
- Sarajevo (1940)
- Dankó Pista (1940)
- Tóparti látomás (1940)
- A szerelem nem szégyen (1940)
- Elnémult harangok (1940)
- Lángok (1940)
- Balkezes angyal (1940-41)
- Egy csók és más semmi (1941)
- Havasi napsütés (1941)
- Magdolna (1941)
- Édes ellenfél (1941)
- Szűts Mara házassága (1941)
- Bűnös vagyok (1941)
- Bob herceg (1941)
- Muzsikáló május (1941, rövidfilm)
- Egy éjszaka Erdélyben (1941)
- Miért? (1941)
- Kádár kontra Kerekes (1941)
- Emberek a havason (1941-42)
- Házasság (1942)
- Fráter Loránd (1942)
- Halálos csók (1942)
- Szerelmi láz (1942)
- Bajtársak (1942)
- Egér a palotában (1942)
- Férfihűség (1942)
- Gyávaság (1942)
- Négylovas hintó (1942)
- Fekete hajnal (1942)
- Katyi (1942)
- Késő (1943)
- Makrancos hölgy (1943)
- Éjjeli zene (1943)
- Sziámi macska (1943)
- Magyar Kívánsághangverseny (1943)
- Zenélő malom (1943)
- Rákóczi nótája (1943)
- Fény és árnyék (1943)
- Viharbrigád (1943)
- Madách - Egy ember tragédiája (1944)
- Fiú vagy lány? (1944)
- Vihar után (1944)
- Kétszer kettő (1944)
- Hazugság nélkül (1945)
- Felszabadult föld (1950)
- Déryné (1951)
- Ecseri lakodalmas (1952, rövidfilm)
- Hős ifjúság (1952, rövid)
- Nyugati övezet (1952)
- Vihar (1952)
- Ifjú szívvel (1953)
- A város alatt (1953)
- Este a fonóban (1953, rövidfilm)
- Hétvége a Balatonnál (1953, rövidfilm)
- Költözik a hivatal (1953, rövidfilm)
- Hintónjáró szerelem (1954)
- Rokonok (1954)
- Magyar táncképek (1954, rövidfilm)
- Ugyanaz férfiban (1954, rövidfilm)
- Cigánytánc (1955, rövidfilm)
- Dandin György, avagy a megcsúfolt férj (1955)
- Gábor diák (1955)
- Különös ismertetőjel (1955)
- Legénytáncok (1955, rövidfilm)
- Rákóczi induló (1955, rövidfilm)
- Széki muzsika (1955, rövidfilm)
- Eltüsszentett birodalom (1956)
- Keserű igazság (1956)
- Franciaországi képeslapok (1956, rövidfilm)
- Nem igaz (1956, rövid)
- Játék a szerelemmel (1957)
- Eger (1957, rövid)
- Égi madár (1957)
- Külvárosi legenda (1957)
- Párizsi tavasz (1957, rövidfilm)
- Szent Péter esernyője (1958)
- Vasvirág (1958)
- Égrenyíló ablak (1959)
- A 39-es dandár (1959)
- Szegény gazdagok (1959)
- Szerelemcsütörtök (1959)
- Három csillag (1960)
- Az arcnélküli város (1960)
- Két emelet boldogság (1960)
- Zápor (1960)
- Amíg holnap lesz (1961)
- Nem ér a nevem (1961)
- Puskák és galambok (1961)
- Elveszett paradicsom (1962)
- Koncert (1962, rövid)
- Fagyosszentek (1962)
- Játék (1962)
- Az aranyfej (1963)
- Fotó Háber (1963)
- Igézet (1963)
- Hogy állunk, fiatalember? (1963)
- Párbeszéd (1963)
- Az életbe táncoltatott leány (1964, rövidfilm)
- Igen (1964)
- A kőszívű ember fiai I-II. (1965)
- Nem (1965)
- Egy szerelem három éjszakája (1967)
- Szevasz, Vera! (1967)
- Az oroszlán ugrani készül (1969)

### Rendezőasszisztens
- Rákóczi nótája (1943)
- Fény és árnyék (1943)
- Madách - Egy ember tragédiája (1944)

### Rendező
- Két vonat között (1944, rövidfilm)
- Szerelmes szívek / Örök melódiák (1944)
- Budapest újra él és dolgozik (1947, rövidfilm)
- Könnyű múzsa (1947)

### Zenei összeállító
- Szegény gazdagok (1938)